# Kuća obitelji Glasnić
Kuća obitelji Glasnić (eng. The Loud House) je američka animirana televizijska serija koju je stvorio Chris Savino za američki kanal Nickelodeon. Radnja se odvija u izmišljenom gradu Royal Woods, koji se nalazi u državi Michigan. Radnja se vrti oko Lincolna Glasnića, jedanaestogodišnjeg dječaka koji je jedini sin u obitelji od deset kćeri. Serija je premijerno prikazana 2. svibnja 2016. na kanalu Nickelodeon. Serija je nastala iz dvominutnog kratkog filma "Savino" iz 2013. godine. U Hrvatskoj se serija emitirala na kanalu Nickelodeon od 26. kolovoza 2016., do 10. travnja 2017. U Hrvatskoj se serija 14. srpnja 2020. vratila na kanal NickToons. U Hrvatskoj je serija 23. rujna i 25. studenoga 2020. vraćena na Nickelodeon. Svih šest sezona je dostupno sinkronizirano na SkyShowtime.

## Epizode
| Sezona | Segmenti | Epizoda | Izvorno prikazivanje | Izvorno prikazivanje | Hrvatsko prikazivanje                             | Hrvatsko prikazivanje                          |
| Sezona | Segmenti | Epizoda | Prva epizoda         | Zadnja epizoda       | Prva epizoda                                      | Zadnja epizoda                                 |
| ------ | -------- | ------- | -------------------- | -------------------- | ------------------------------------------------- | ---------------------------------------------- |
| 1      | 52       | 26      | 2. svibnja 2016.     | 8. studenoga 2016.   | 29. kolovoza 2016.(Nickelodeon)                   | 20. siječnja 2017.(Nickelodeon)                |
| 2      | 49       | 26      | 9. studenoga 2016.   | 1. prosinca 2017.    | 3. travnja 2017.(Nickelodeon)                     | 17. prosinca 2022.(Nicktoons)                  |
| 3      | 48       | 26      | 19. siječnja 2018.   | 7. ožujka 2019.      | 20. srpnja 2020.(Nicktoons)                       | 4. svibnja 2021.(Nickelodeon)                  |
| 4      | 50       | 26      | 27. svibnja 2019.    | 23. srpnja 2020.     | 30. srpnja 2020.(Nicktoons)                       | 6. studenoga 2020.                             |
| 5      | 47       | 26      | 11. rujna 2020.      | 4. ožujka 2022.      | 27. svibnja 2021.(Nicktoons)                      | 17. ožujka 2022.(Nicktoons)                    |
| 6      | 49       | 26      | 11. ožujka 2022.     | 16. svibnja 2023.    | 28. srpnja 2022.(Nicktoons)                       | 9. lipnja 2023.(Nicktoons)                     |
| 7      | 38       | 20      | 17. svibnja 2023.    | 6. lipnja 2024.      | 2. listopada 2023.[nedostaje izvor](Nickelodeon)  | 14. lipnja 2024.[nedostaje izvor](Nickelodeon) |
| 8      | 22       | 13      | 10. lipnja 2024.     |                      | 28. listopada 2024.[nedostaje izvor](Nickelodeon) |                                                |

## Sinkronizacija
- Vesna Ravenšćak kao Lincoln Glasnić
- Petra Vukelić kao Lori Glasnić #1
- Monika Berberović kao Lori Glasnić #2
- Nora Visevil kao Leni Glasnić
- Zrinka Antičević kao Luna Glasnić
- Kristina Habuš kao Luan Glasnić
- Lana Blaće kao Lynn Glasnić
- Nina Benović kao Lucy Glasnić
- Antonia Dunjko kao Lola Glasnić #1
- Ana Ćapalija kao Lola Glasnić #2
- Katarina Perica Kirin kao Lisa i Lili Glasnić
- Vinko Štefanac kao Lynn Glasnić stariji
- Marina Kostelac kao Rita Glasnić
- Marko Cindrić kao Flip, Liam, Loni Glasnić i Oblak Kišnić
- Nikola Dabac kao Loki Glasnić i Hugh
- Nikola Marjanović kao solist, Rusty Spokes i Luka Glasnić
- Daniel Dizdar kao voditelj bazena #2, Papa Wheelie, Mick Swagger, Mrvica i Lane Glasnić
- Aleksandra Naumov kao Agnes Johnson, voditeljica bazena #3 i reporterka
- Branko Smiljanić kao Lord Tetherby, Hector Casagrande #1
- Matija Prskalo kao Frida Puga Casagrande #1
- Ranko Tihomirović kao Hector Casagrande #2, Dvostruki Lincoln Glasnić, Bud Grouse i ostale sporedne uloge
- Antonija Stanišić kao Frida Puga Casagrande #2
- Ana Marija Bokor kao Ruža, Maria Santiago
- Bojan Jambrošić kao Bobby Santiago
- Lorena Nosić kao Carlota Casagrande
- Nataša Mirković kao Tabby
- Kristina Krepela kao Polly Bol
- Robert Bošković kao Roki
- Dragan Peka kao Donnie
- Anđelko Petric kao dr. Feinstein
- Jadranka Krištof kao Đurđa, reporterka i ostale sporedne uloge
- Goran Vrbanić kao voditelj bazena #1 i prazna guma
- Željko Šestić kao policajac, Karlo i sudac
- Boris Barberić kao istrebljivač

## Vanjske poveznice
- The Loud House u internetskoj bazi filmova IMDb-a